# Alfonsów (powiat opoczyński)
Alfonsów – wieś w Polsce położona w województwie łódzkim, w powiecie opoczyńskim, w gminie Paradyż.
W latach 1975–1998 miejscowość administracyjnie należała do województwa piotrkowskiego.
Wierni Kościoła rzymskokatolickiego należą do parafii  Przemienienia Pańskiego w Wielkiej Woli.